# Tony Gresham
Tony Gresham (Sydney, Australia; 4 de diciembre de 1940 – 13 de enero de 2025) fue un golfista profesional australiano con dos títulos de nivel profesional sin serlo.

## Logros

### Aficionado
- New South Wales Medal: 1968
- New South Wales Amateur Championship: 1970, 1980
- New South Wales Medal: 1972, 1974, 1976, 1977, 1978, 1986
- Australian Amateur: 1977
- French Open Amateur Championship: 1980

### PGA Tour of Australasia (2)
| No. | Fecha                 | Torneo                                  | Puntuación            | Margen de victoria | Finalista          |
| --- | --------------------- | --------------------------------------- | --------------------- | ------------------ | ------------------ |
| 1   | 19 de octubre de 1975 | New South Wales Open (como aficionado)  | −13 (66-69-69-71=275) | 1 golpe            | Bill Dunk          |
| 2   | 31 de mayo de 1978    | South Australian Open (como aficionado) | −6 (71-70-68-73=282)  | 6 golpes           | Chris Bonython (a) |

## Apariciones por equipo
- Eisenhower Trophy (representando a Australia): 1968, 1970, 1972, 1974, 1976, 1978, 1980
- Commonwealth Tournament (representando a Australia): 1971
- Sloan Morpeth Trophy (representando a Australia): 1969 (campeón), 1976, 1977 (campeón), 1980
- Australian Men's Interstate Teams Matches (representando a New South Wales): 1963, 1964 (campeón), 1966, 1967 (campeón), 1968, 1969 (campeón), 1970 (campeón), 1971, 1973 (campeón), 1974, 1975, 1976 (campeón), 1977, 1978 (campeón), 1979, 1980 (campeón), 1981 (campeón), 1982

## Distinciones
Gresham recibió la Orden de Australia en 1988 por sus contribuciones en el golf.

## Muerte
Gresham murió a causa de una larga enfermedad el 13 de enero de 2025 a los 84 años.